# Maria Berzyńska
Maria Teresa Berzyńska z domu Woronko (ur. 4 września 1932 w Lublinie, zm. 3 marca 2024) – polska działaczka partyjna i państwowa, nauczycielka, podsekretarz stanu w Ministerstwie Edukacji Narodowej (1987–1988).

## Życiorys
Córka Eugeniusza i Henryki. W 1956 ukończyła studia geograficzne na Uniwersytet Marii Curie-Skłodowskiej, następnie współpracowała przy tworzeniu atlasów z Franciszkiem Uhorczakiem. Pracowała jako nauczycielka w lubelskich szkołach podstawowych nr 19 (1959–1963) i 21 (1963–1968); potem była wicedyrektor i dyrektor (1969–1973) Szkoły Podstawowej nr 6 w Lublinie. Od 1975 do 1984 kierowała Zespołem Szkół Ekonomicznych im. Vetterów w Lublinie, a w 1984 została kurator oświaty i wychowania w Lublinie. Działała w Związku Harcerstwa Polskiego w stopniu harcmistrza, była instruktorem szczepu przy ZSE w Lublinie i wiceprzewodniczącą Wojewódzkiej Rady Przyjaciół Harcerstwa.
W 1967 wstąpiła do Polskiej Zjednoczonej Partii Robotniczej. W ramach Komitetu Wojewódzkiego PZPR w Lublinie zajmowała stanowiska kierownik Wydziału Oświaty i Wychowania (1973–1975), zastępcy i członka (1984–1989) oraz członka egzekutywy (1986–1989). Od października 1987 do 1988 pełniła funkcję podsekretarz stanu w  Ministerstwie Edukacji Narodowej, odpowiadając m.in. za nadzór nad szkolnictwem, programy i kulturę fizyczną. Następnie do 1991 była dyrektorem Szkoły Polskiej im. Jana III Sobieskiego przy Ambasadzie RP w Wiedniu.
8 marca 2024 pochowana na cmentarzu przy ul. Lipowej w Lublinie.

## Wyróżnienia
Wyróżniona Krzyżem „Za Zasługi dla ZHP”.